# Ozero Rogoznjanskoje
Ozero Rogoznjanskoje (ryska: Озеро Рогознянское) är en sjö i Belarus.   Den ligger i voblasten Brests voblast, i den västra delen av landet, 300 km sydväst om huvudstaden Minsk. Ozero Rogoznjanskoje ligger 145 meter över havet.
I omgivningarna runt Ozero Rogoznjanskoje växer i huvudsak blandskog. Runt Ozero Rogoznjanskoje är det ganska tätbefolkat, med 166 invånare per kvadratkilometer.